# 馬丁·施特蘭茨爾
馬丁·施特蘭茨爾（德語：Martin Stranzl；1980年6月16日—）是一位奧地利足球運動員。在場上的位置是後衛。他現在效力於德國足球甲級聯賽球隊門興格拉德巴赫足球俱樂部。他也代表奧地利國家足球隊參賽。